# Catalent
Catalent ist ein US-amerikanisches Unternehmen im Bereich der pharmazeutischen Auftragsforschung und -entwicklung. Catalent entstand 2007 durch den Verkauf einer Unternehmenssparte von Cardinal Health an die Blackstone Group. Im Jahr 2014 gelang dem Unternehmen der Gang an die Börse, ein Übernahmeangebot von Lonza 2016 blieb ohne Ergebnis. Catalent entwickelt unter anderem Drug-delivery-Technologien für andere Pharmazieunternehmen und unterhält weltweit 35 Standorte. Mit R. P. Scherer ist das Unternehmen im Besitz von Patenten für die Herstellung von Softgel-Kapseln für die orale Einnahme.
Im Februar 2024 kündigte Novo Holdings gemeinsam mit Catalent dessen Übernahme für 16,5 Mrd. Dollar an. Diese soll bis Ende 2024 abgeschlossen sein. Im Zusammenhang mit dieser Übernahme sollen drei Produktionsstätten von Catalent an Novo Nordisk übergehen, die insbesondere zur Erweiterung der Produktionskapazitäten für die stark nachgefragten Semaglutid-Präparate dienen sollen.